# ジョン・ステイナー
ジョン・ステイナー（Sir John Stainer, 1840年6月6日 - 1901年3月31日）はイングランドの作曲家・オルガニスト。
サウスワーク出身。セントポール大聖堂の聖歌隊員を務め、1856年、16歳でタンベリーに新設されたセント・マイケルズ・カレッジのオルガニストに任命される。1860年、オックスフォードのモードリン・カレッジのオルガニストに就任するが、1872年、セントポール大聖堂に移籍した。聖歌隊の訓練や、オルガン奏者としての基準の設定といった聖公会のためのステイナーの活動は、こんにちにも影響を残している。教育界でも活躍し、1889年、オックスフォード大学音楽科教授に就任、西欧中世の音楽の先駆的な研究を指揮した。作曲家としては膨大な数の教会音楽を残しており、カンタータ《磔刑The Crucifixion 》（1887年）やアーメン・コーラスのほか、たくさんの賛美歌がある。《磔刑》は、評論界からの嘲りにもかかわらず、イギリスの多くの聖歌隊のレパートリーに生き残り、聖週間の受難カンタータとして演奏されている。
1871年、H.R.ブラムリー師と協同で『新旧のクリスマス・キャロル集Christmas Carols New and Old 』を編集・出版しており、その中には、こんにちでも英語圏でクリスマスに好んで歌われ、あるいは演奏される、24の定番のキャロルが収録されている。
因みに、小栗虫太郎の衒学的奇書「黒死館殺人事件」の作中にステイナーの名が現れている。